# Vi vill ge Dig ära
Vi vill ge Dig ära är en frikyrklig lovsång skriven och tonsatt 1985 av Eva-Lena Hellmark. Koralsatsen i Verbums psalmbokstilläggs koralbok är skriven av Jerker Leijon.
"...vill upphöja ditt namn://För du är stor, du gör stora under..."

## Publicerad i
- Psalmer och Sånger 1987 som nummer 792 under rubriken "Lovsång och tillbedjan".[1]
- Cantarellen 1997 som nummer 89.
- Verbums psalmbokstillägg 2003 som nummer 701 under rubriken "Lovsång och tillbedjan".[2]
- Ung psalm 2006 som nummer 282 under rubriken "Du är alltid mycket mer – lovsång ända in i himlen".[3]